# Eragrostis udawnensis
Eragrostis udawnensis är en gräsart som beskrevs av Jisaburo Ohwi. Eragrostis udawnensis ingår i släktet kärleksgrässläktet, och familjen gräs.
Artens utbredningsområde är Thailand. Inga underarter finns listade i Catalogue of Life.